# ستيفن أرنولد
ستيفن أرنولد (بالإنجليزية: Stephen Arnold)‏ هو ملحن أمريكي، ولد في عقد 1950 في دالاس في الولايات المتحدة.